# Mistrzostwa Świata FIBT 1962
Mistrzostwa Świata FIBT 1962 odbyły się w dniu 15 lutego 1962 w niemieckiej miejscowości Garmisch-Partenkirchen, gdzie rozegrano konkurencję męskich dwójek i czwórek bobslejowych.

## Dwójki
- Data: 15 lutego 1962

| Miejsce | Państwo | Zawodnik                         | Czas |
| ------- | ------- | -------------------------------- | ---- |
| 1       | Włochy  | Rinaldo Ruatti Enrico De Lorenzo | –    |
| 2       | Włochy  | Sergio Zardini Romano Bonagura   | –    |
| 3       | RFN     | Hans Maurer Adolf Wörmann        | –    |

## Czwórki
- Data: 15 lutego 1962

| Miejsce | Państwo | Zawodnik                                                               | Czas |
| ------- | ------- | ---------------------------------------------------------------------- | ---- |
| 1       | RFN     | Franz Schelle Josef Sterff Ludwig Siebert Otto Göbl                    | –    |
| 2       | Włochy  | Sergio Zardini Ferruccio Dalla Torre Enrico De Lorenzo Romano Bonagura | –    |
| 3       | Austria | Franz Isser Josef Isser Heinrich Isser Fritz Isser                     | –    |

## Tabela medalowa
| Miejsce | Państwo |   |   |   | Razem |
| ------- | ------- | - | - | - | ----- |
| 1.      | Włochy  | 1 | 2 | 0 | 3     |
| 2.      | RFN     | 1 | 0 | 1 | 2     |
| 3.      | Austria | 0 | 0 | 1 | 1     |